# Arabidopsis halleri
Arabidopsis halleri (L.) O'Kane & Al-Shehbaz, detta comunemente arabetta di Haller è una piccola pianta angiosperme appartenente alla famiglia delle Brassicaceae. È diffusa in Europa centrale.